# جامنیکا
جامنیکا (انگلیسی: Jamnica) شرکت آب کروات است، که در سال ۱۸۲۸ تأسیس شد.